# Ріпка
«Ріпка» — російська народна казка, вперше опублікована в 1860 дослідником фольклору О. М. Афанасьєвим у збірці «Російські народні казки». Була записана в Архангельській губернії. Казку відносять до типу ланцюжкових. Вона розповідає про спробу старика вирвати величезну ріпу, який згодом кличе на допомогу спочатку членів своєї сім'ї, а потім і тварин.
Казку про ріпку включено в покажчик сюжетів фольклорної казки Аарне-Томпсона (№ 2044), в якому наводяться її литовські, шведські, іспанські та російські тексти.

## Сюжет
На городі виросла ріпка. Дід пішов її виривати, але це йому не вдалося. Він зве спочатку бабу, потім онучку, потім собаку Жучку (яка в початковому варіанті названа просто сучкою), потім кішку, проте вирвати ріпку вдається лише з приходом мишки.

### Різновиди сюжету

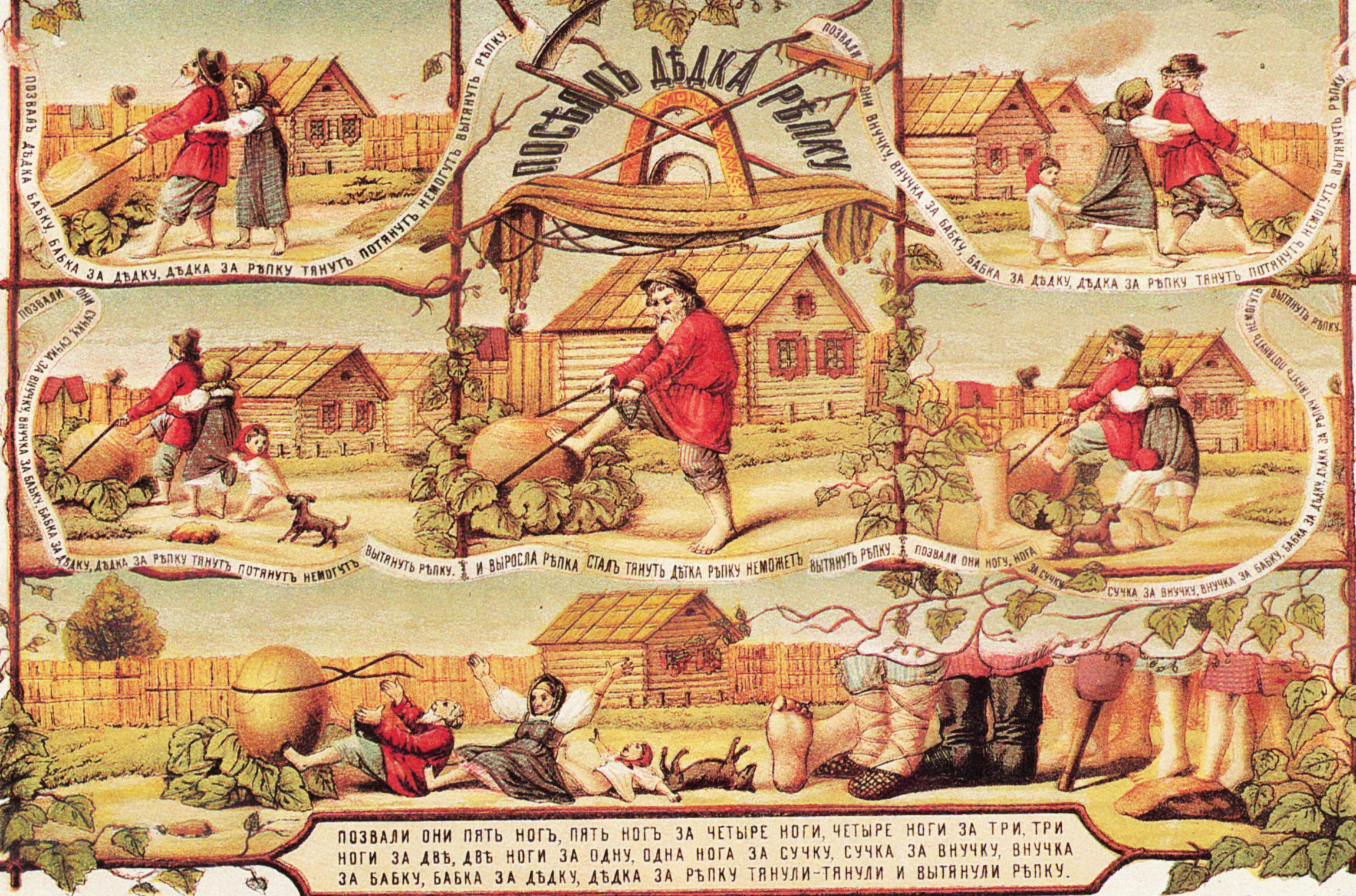
Малюнки до казки зі збірки О. М. Афанасьєва

У фольклорному варіанті Афанасьєва до виривання із землі ріпки підключаються якісь ноги:
|  | Пришла дрýга нóга; дрýга нóга за нóгу, нóга за сучку, сучка за внучку, внучка за бабку, бабка за дедку, дедка за репку, тянут-потянут, вытянуть не можут! |

Тільки з приходом п'ятої ноги ріпку вдається вирвати із землі.
Пояснення: У перших виданнях Афанасьєва слово «нóга» друкувалося з наголосом, причому на 1 склад! Очевидно, що це частина тіла, а щось інше. У збірнику «Народні російські казки О. М. Афанасьєва» Л. 1983 давалося визначення цієї таємничої нóги: це ніг-птиця, тобто грифон. Версія з ногами присутня у збірці П. О. Безсонова «Дитячі пісні» 1868 р. і згадується в рукописі «Пісня, скоромовка, казка та три духовні вірші» Я. Борисоглібського 1856 р.

## Варіанти та переклади
Також відомо кілька перекладів для дітей, у тому числі К. Д. Ушинського (1864), В. І. Даля (1870) та А. Н. Толстого (1940).

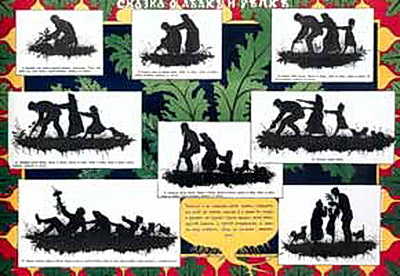
Ілюстрації силуетиста Єлизавети Бем, після літературної обробки казки (1887 рік)

«Ріпка» в обробці Ушинського була опублікована в підготовленому ним підручнику «Рідне слово», і в цій версії вперше собака, яка бере участь у процесі, перестала бути безіменною: мабуть, слово «сучка» укладач повважав недоречним для такого видання і тому замінив його прізвисько «Жучка», що не порушило ні ритму, ні рими: «…Позвала бабка внучку. Внучка за бабку, бабка за дедку, дедка за репку: тянут-потянут, вытянуть не могут. Кликнула внучка Жучку. Жучка за внучку…». Надалі вона залишалася Жучкою в переказах В. І. Даля та А. Н. Толстого. Крім того, «підручник „Рідне слово“ кілька разів перевидавався значними тиражами, поширювався у найвіддаленіші куточки країни і, безумовно, міг вплинути на усну фольклорну традицію».
У 1891 р. переказ «Ріпки» українською мовою опублікував Іван Франко.

### Ілюстрування та адаптації

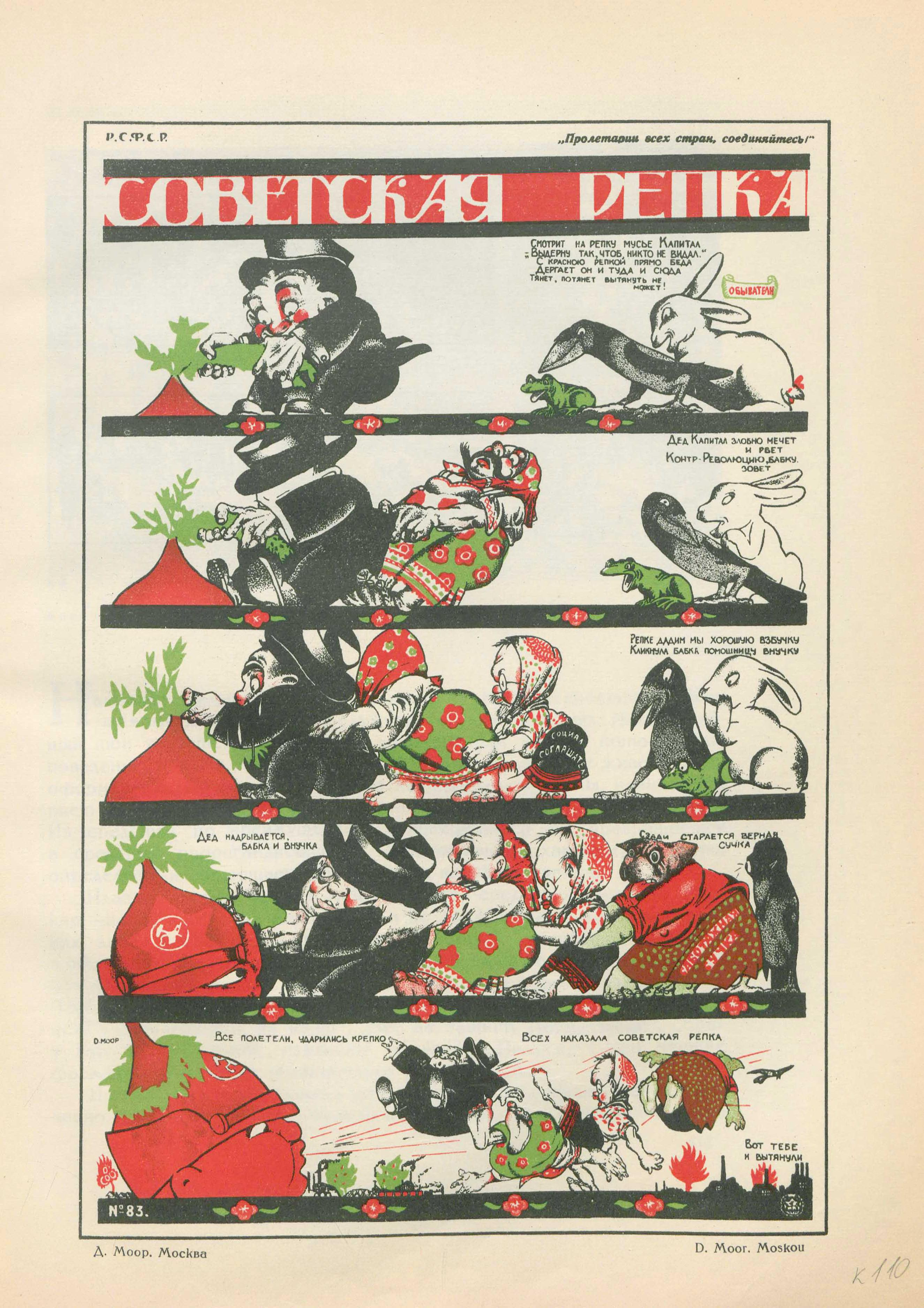
«Радянська ріпка» (1920 рік)

Музику до «Ріпки» писали, зокрема, Б. Д. Гібалін та П. К. Аєдоницький.

## Переклади іноземними мовами
- Було кілька англомовних видань під назвами The Giant Turnip або The Enormous Turnip.
- У Франції казка видавалася різними видавництвами під назвою Le Gros Navet.
- Нова французька версія опублікована видавництвом Didier Jeunesse у книжковій серії A petits petons під назвою Quel radis dis donc. Це ж видавництво випустило англійську What a radish! автора Praline Gay-Para у 2007 р.
- Відома в Ізраїлі як вірш «Еліезер (Лазар) і морква» («אליעזר והגזר» — ріпа в Ізраїлі значно менш знайома дітям).
- Польським поетом Юліаном Тувімом була написана у віршованій формі із трохи зміненим змістом нова версія «Ріпки». У 2007 році цю версію було перекладено німецькою мовою як «Das Rübchen».